# Alessandro Verde
Alessandro Verde (ur. 27 marca 1865 w Sant’Antimo, zm. 29 marca 1958 w Rzymie) – włoski kardynał, wysoki urzędnik Kurii Rzymskiej.

## Życiorys
Ukończył seminarium w rodzinnej diecezji Aversa, a także Ateneum „S. Apolinare”, gdzie uzyskał doktoraty z teologii i utroque iure. Święcenia kapłańskie otrzymał 31 marca 1888. Od 1894 pracował duszpastersko w Rzymie. W latach 1896–1897 profesor na Ateneum „S. Apolinare”. Od 1897 roku asesor w Kongregacji Rozkrzewiania Wiary, a także prywatny szambelan Jego Świątobliwości. Od 1902 był prawnikiem w Kongregacji Konsystorialnej, uzyskał wtedy również tytuł prałata domowego Jego Świątobliwości. W 1905 mianowany pronotariuszem apostolskim i kanonikiem bazyliki laterańskiej. Od 26 czerwca 1915 sekretarz Kongregacji Obrzędów.
Na konsystorzu z grudnia 1925 mianowany kardynałem diakonem Santa Maria in Cosmedin. W 1935 jego diakonia została podniesiona pro illa vice do rangi kościoła prezbiterialnego. Brał udział w konklawe 1939. Od 11 października 1939 do swej śmierci piastował urząd archiprezbitera Patriarchalnej bazyliki liberiańskiej. Umarł jako kardynał protoprezbiter i najstarszy członek Kolegium Kardynalskiego w Villa San Francisco w Rzymie po przyjęciu ostatnich sakramentów i otrzymaniu specjalnego błogosławieństwa od papieża. Pochowany został w rodzinnym mieście.